# Paço de Siqueiros
O Paço de Siqueiros é um solar situado na freguesia de Gondufe, em Ponte de Lima. É um solar barroco do tipo casa-torre, de planta retangular em que a torre se situa ao centro da ala residencial. A atual estrutura foi construída entre os séculos XVIII e XX. Em 1977 foi classificado como Imóvel de Interesse Municipal.